# Azipod

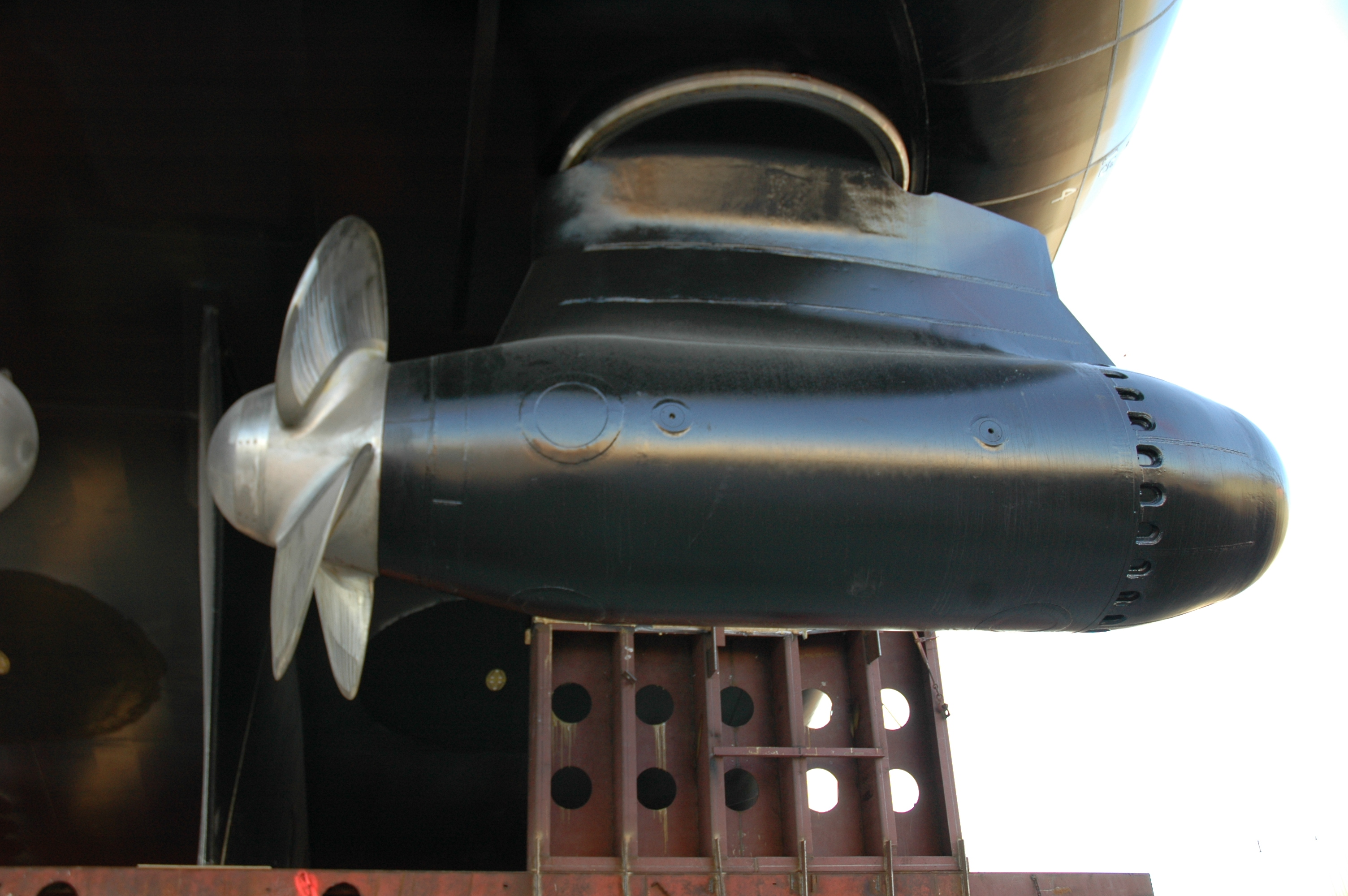
Una unitat AZIPOD del remolcador nord-americà USCGC Mackinaw amb una potència de 3.3 MW.

Azipod és la marca registrada del grup ABB d'un conjunt d'impulsors azimutals amb alimentació elèctrica. El concepte va ser desenvolupat conjuntament a Finlàndia per les drassanes Massa-Yards i ABB, Azipod és una unitat d'impulsió marina que consisteix en una hèlix de pas fix muntada sobre una góndola adreçable ("pod") la qual allotja al motor elèctric que acciona l'hèlix.

## Concepte
En els impulsors azimutals tradicionals tals com a Z-drive i L-drive, l'hèlix és accionada per un motor elèctric o un motor dièsel situat dins del casc del vaixell. L'hèlix es troba acoblada amb el motor a través d'una sèrie d'eixos i engranatges que permeten orientar l'hèlix al voltant d'un eix vertical. Aquest tipus de sistema de propulsió té una llarga tradició que es remunta al segle xix i en l'actualitat aquest tipus d'unitats de propulsió són fabricades per diverses companyies.
En canvi en la unitat Azipod, el motor elèctric es troba allotjat dins de la unitat de propulsió i l'hèlix es troba connectada directament a l'eix del motor. En evitar l'ús d'un eix d'hèlix tradicional, l'hèlix es pot col·locar sota la popa del vaixell en una zona de flux d'aigua franc, per tant redundant en una major eficiència hidrodinàmica i mecànica. A més, aquesta configuració augmenta la flexibilitat en la disposició de la planta motriu de la nau.
La potència elèctrica per al motor de propulsió és conduïda a través de col·lectors rotatoris que permeten que la unitat Azipod rote 360 graus al voltant del seu eix vertical. A causa que les unitats Azipod utilitzen hèlixs de pas fix, la potència és proveïda a través d'un variador de freqüència o cicloconvertidor que permet controlar la velocitat i adreça dels motors propulsors.
L'hèlix del pod en general està orientada cap endavant, ja que en aquesta configuració de tracció en la qual l'hèlix és més eficient a causa de funcionar en un flux no pertorbat. A causa que pugues rotar sobre l'eix sobre el qual es troba fixat, el pod pot aplicar el seu impuls en qualsevol adreça. Els impulsors azimutals doten de major maniobrabilitat a les naus i els permeten desplaçar-se per enrere en forma gairebé tan eficient com per endavant. Per poder aprofitar al màxim la capacitat del Azipod cal l'entrenament en maniobres de naus mitjançant simuladors i models a escala de naus.
En la dècada de 1990 quan el disseny en pod va sortir al mercat potencia una eficiència 9 % superior quant a consum de combustible que els sistemes de propulsió convencionals. Des de llavors els sistema convencionals han estat millorats i la diferència s'ha reduït i avui és entre el 6 i el 8 %. D'altra banda el flux aerodinàmic entorn del Azipod ha estat millorat amb l'agregat d'aletes i una optimització dinàmica per computadora dels angles operatius dels pods en naus amb diversos pods, la qual cosa dona com a resultat una millora en l'eficiència total entorn del 18 %.

## Història

### Desenvolupament

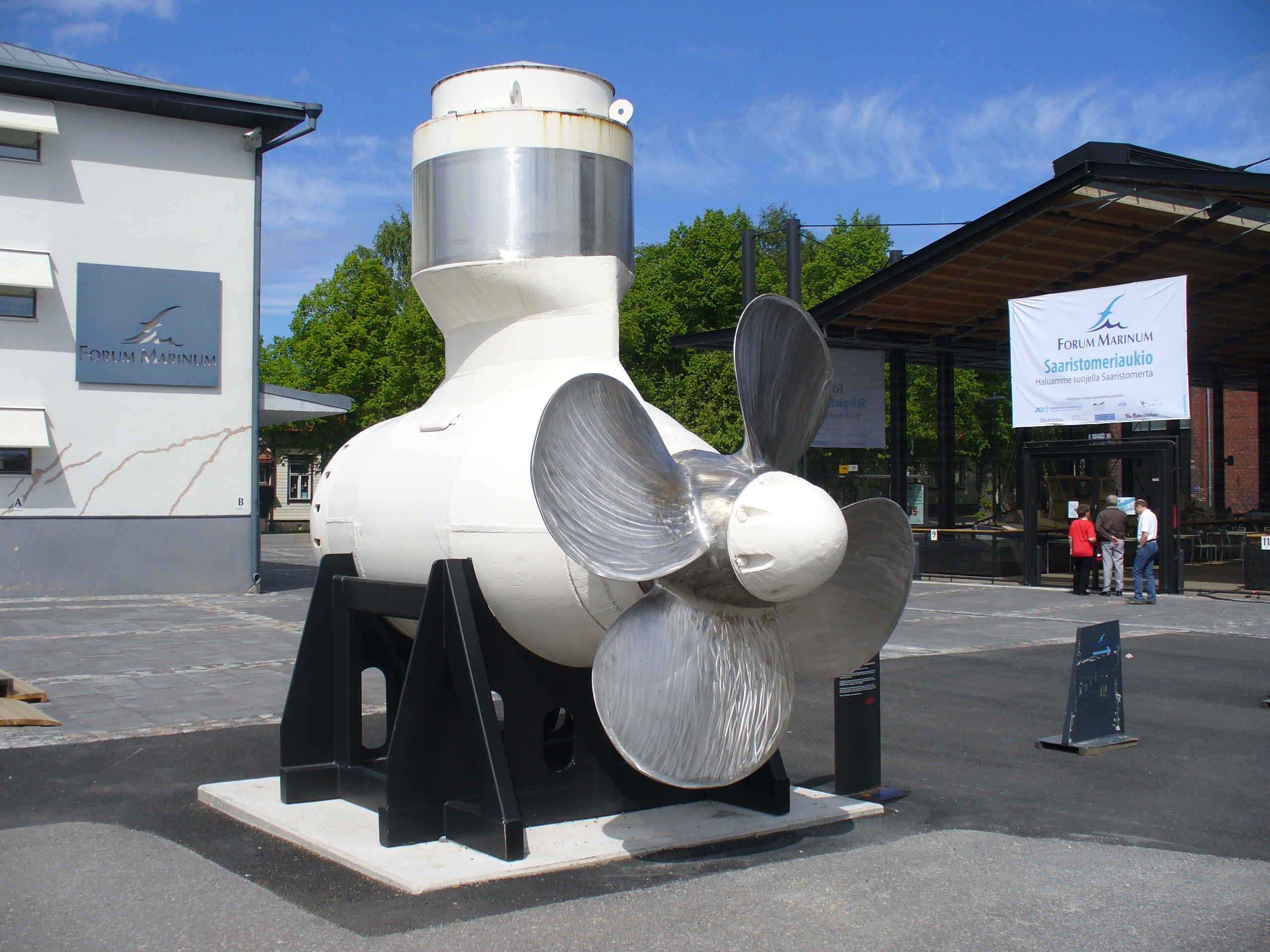
La primera unitat comercial Azipod, instal·lada en el buc de suport finlandès Seili en 1990, es troba actualment en exhibició en el museu marítim Forum Marinum en Turku, Finlàndia.

En 1987, el Consell Nacional de Navegació de Finlàndia va realitzar una proposta de cooperació al grup ABB i la drassana finlandesa Massa-Yards per al desenvolupament d'un nou tipus d'unitat propulsora elèctrica. Amb anterioritat, les empreses havien estat treballant juntes per dècades en el camp dels sistemes de propulsió dièsel-elèctrics i en la dècada de 1980 van produir els primers rompehielos amb motors de propulsió amb corrent altern i cicloconvertidores.
El desenvolupament del prototip va començar en 1989 i la primera unitat va estar llista per a instal·lació en 1990. La unitat amb una potència d'1.5 MW, denominada "Azipod" va ser instal·lada en Seili un buc de suport finlandès construït en 1979 en la drassana Hietalahti a Hèlsinki, Finlàndia. Després d'aquesta modernització, la performance com rompehielos del buc va millorar sensiblement i es va descobrir que el mateix era capaç de trencar gel desplaçant-se en reversa (en reculada). Aquest descobriment d'una nova manera d'operació va conduir eventualment al desenvolupament del concepte de buc de doble acció al començament de la dècada de 1990. Quan Seili va ser modernitzat novament amb un nou sistema de propulsió cap al 2000, el prototip va ser donat al Forum Marinum i exhibit en Turku, Finlàndia.
Després dels bons resultats amb el prototip, es va continuar amb el desenvolupament del concepte Azipod i les noves unitats van ser instal·lades en dos bucs petroliers finlandesos, Uikku i Lunni, en 1993 i 1994, respectivament. Les unitats Azipod cadascuna amb una potència d'11.4 MW, gairebé 8 vegades més potent que el prototip, van incrementar de manera considerable la capacitat dels bucs per maniobrar en camps de gel. Des de la dècada de 1990, la majoria dels bucs capaços d'operar en el gel sense l'escorta d'un rompehielos han estat proveïts amb el sistema de propulsió Azipod.
Les primeres tres unitats Azipod eren del tipus "empujadora" en les quals l'hèlix s'instal·la en la part posterior de la góndola. En les unitats següents, ABB va adoptar la configuració tipus "traccionadora" que és més eficient i és similar a la utilitzada en les aeronaus a hèlix.
Una altra fita important per Azipod va ser quan Carnival Cruise Lines va triar utilitzar el sistema de propulsió Azipod pels dos nous bucs de la Classe Fantasy. Elation va ser el primer buc de creuers del món a ser proveït amb unitats de propulsió Azipod, el mateix va ser botat per la drassana Kværner Massa-Yards Hèlsinki en la primavera de 1998. Si ben inicialment el Azipod va ser desenvolupat per ser usat en rompehielos, els bucs per a creuers són el major grup de naus que han estat proveïts amb el sistema de propulsió Azipod des de la dècada de 1990 i l'èxit de les unitats propulsoras elèctriques tipus góndola ha incentivat a competidors tals com Mermaid de Rolls-Royce. Entre els bucs de creuer en els quals s'han instal·lat unitats Azipod es troben els bucs de Royal Caribbean International classes Voyager, Freedom i Oasis, cadascun dels quals ha ostentat el títol del "major creuer del món" al moment en què va ser botat.